# Angola nos Jogos Paralímpicos
Angola participou pela primeira vez nos Jogos Paralímpicos em 1996, e desde então tem competido em todas as edições dos Jogos Paralímpicos de Verão. O país nunca participou dos Jogos Paralímpicos de Inverno.
Todos os atletas paralímpicos angolanos têm competido no atletismo.
Angola conquistou as primeiras medalhas paralímpicas em 2004, quando o atleta José Sayovo conquistou três medalhas de ouro nos 100 metros, 200 metros e 400 metros na categoria T11. José Sayovo competiu novamente nos Jogos Paralímpicos de Verão de 2008 e conquistou três medalhas de prata.
Angola participou nos Jogos Paralímpicos de Verão de 2012 e o Comité Paralímpico Angolano escolheu a capital distrital Bedford como a base britânica para os seus atletas.Aos trinta e nove anos, José Sayovo voltou a conquistar uma  medalha de ouro nos 400 metros e uma de bronze nos 200 metros.

## Lista de medalhistas
| Medalha | Nome        | Jogos        | Desporto  | Prova          |
| ------- | ----------- | ------------ | --------- | -------------- |
| Ouro    | José Sayovo | Atenas 2004  | Atletismo | 100 metros T11 |
| Ouro    | José Sayovo | Atenas 2004  | Atletismo | 200 metros T11 |
| Ouro    | José Sayovo | Atenas 2004  | Atletismo | 400 metros T11 |
| Prata   | José Sayovo | Pequim 2008  | Atletismo | 100 metros T11 |
| Prata   | José Sayovo | Pequim 2008  | Atletismo | 200 metros T11 |
| Prata   | José Sayovo | Pequim 2008  | Atletismo | 400 metros T11 |
| Ouro    | José Sayovo | Londres 2012 | Atletismo | 400 metros T11 |
| Bronze  | José Sayovo | Londres 2012 | Atletismo | 200 metros T11 |